# Esqui alpino nos Jogos Olímpicos de Inverno de 1972
O esqui alpino nos Jogos Olímpicos de Inverno de 1972 consistiu de seis eventos, realizados entre 5 e 13 de fevereiro de 1972 em Sapporo, no Japão.
As provas do downhill foram realizados no Monte Eniwa, enquanto que as demais provas técnicas realizaram-se no Monte Teine.

## Medalhistas
Masculino
| Evento                  | Ouro                                  | Prata                      | Bronze                       |
| ----------------------- | ------------------------------------- | -------------------------- | ---------------------------- |
| Downhill detalhes       | Bernhard Russi SUI Suíça              | Roland Collombin SUI Suíça | Heinrich Messner AUT Áustria |
| Slalom detalhes         | Francisco Fernández Ochoa ESP Espanha | Gustav Thöni ITA Itália    | Roland Thöni ITA Itália      |
| Slalom gigante detalhes | Gustav Thöni ITA Itália               | Edmund Bruggmann SUI Suíça | Werner Mattle SUI Suíça      |

Feminino
| Evento                  | Ouro                               | Prata                             | Bronze                           |
| ----------------------- | ---------------------------------- | --------------------------------- | -------------------------------- |
| Downhill detalhes       | Marie-Theres Nadig SUI Suíça       | Annemarie Moser-Pröll AUT Áustria | Susan Corrock USA Estados Unidos |
| Slalom detalhes         | Barbara Cochran USA Estados Unidos | Danièle Debernard FRA França      | Florence Steurer FRA França      |
| Slalom gigante detalhes | Marie-Theres Nadig SUI Suíça       | Annemarie Moser-Pröll AUT Áustria | Wiltrud Drexel AUT Áustria       |

## Quadro de medalhas
| Ordem | País               | Medalha de ouro | Medalha de prata | Medalha de bronze |    |
| ----- | ------------------ | --------------- | ---------------- | ----------------- | -- |
| 1     | SUI Suíça          | 3               | 2                | 1                 | 6  |
| 2     | ITA Itália         | 1               | 1                | 1                 | 3  |
| 3     | USA Estados Unidos | 1               |                  | 1                 | 2  |
| 4     | ESP Espanha        | 1               |                  |                   | 1  |
| 5     | AUT Áustria        |                 | 2                | 2                 | 4  |
| 6     | FRA França         |                 | 1                | 1                 | 2  |
| TOTAL | TOTAL              | 6               | 6                | 6                 | 18 |